# لودریتس
لودریتس (به آلمانی: Lödderitz) یک منطقهٔ مسکونی در آلمان است که در باربی واقع شده‌است. لودریتس ۲۴۱ نفر جمعیت دارد.